# Stadion Narodowy (stacja metra)
Stadion Narodowy – stacja warszawskiego metra obsługująca linię M2 oraz planowana stacja przesiadkowa do linii M3. Jest zlokalizowana w dzielnicy Praga-Północ, pod ul. Sokolą, w pobliżu skrzyżowania z ul. Zamoyskiego, w okolicach przystanku kolejowego Warszawa Stadion i Portu Praskiego.
Pozwolenie na budowę stacji zostało wydane pod koniec maja 2011, a właściwe prace budowlane rozpoczęto w czerwcu 2011. W maju i czerwcu 2013 do stacji dotarły dwie tarcze TBM drążące tunele od stacji Dworzec Wileński. Do końca września 2014 wykonawca ukończył wszystkie prace budowlane, wykończeniowe i instalacyjne oraz zgłosił obiekt jako gotowy do odbiorów technicznych. 27 lutego 2015 zostało wydane pozwolenie na użytkowanie stacji, a 8 marca 2015 stacja została uruchomiona.

## Historia

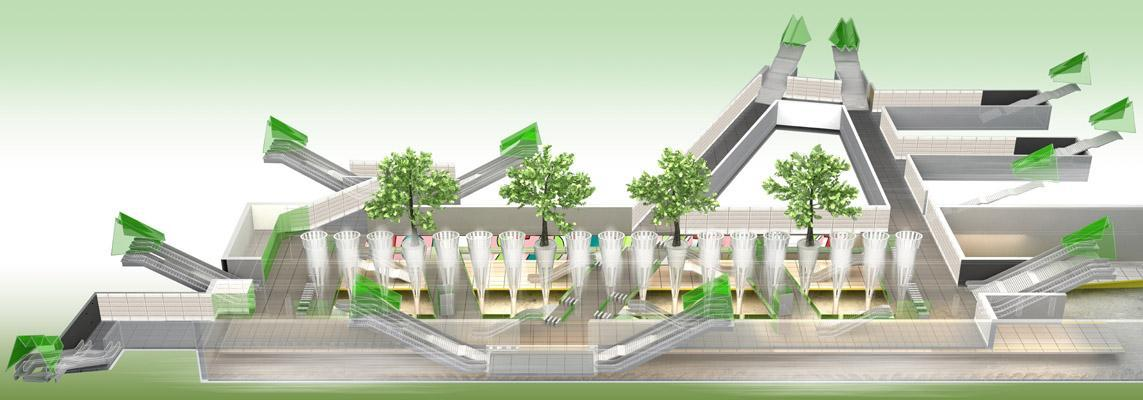
Wstępny projekt stacji autorstwa Andrzeja Chołdzyńskiego (2008)

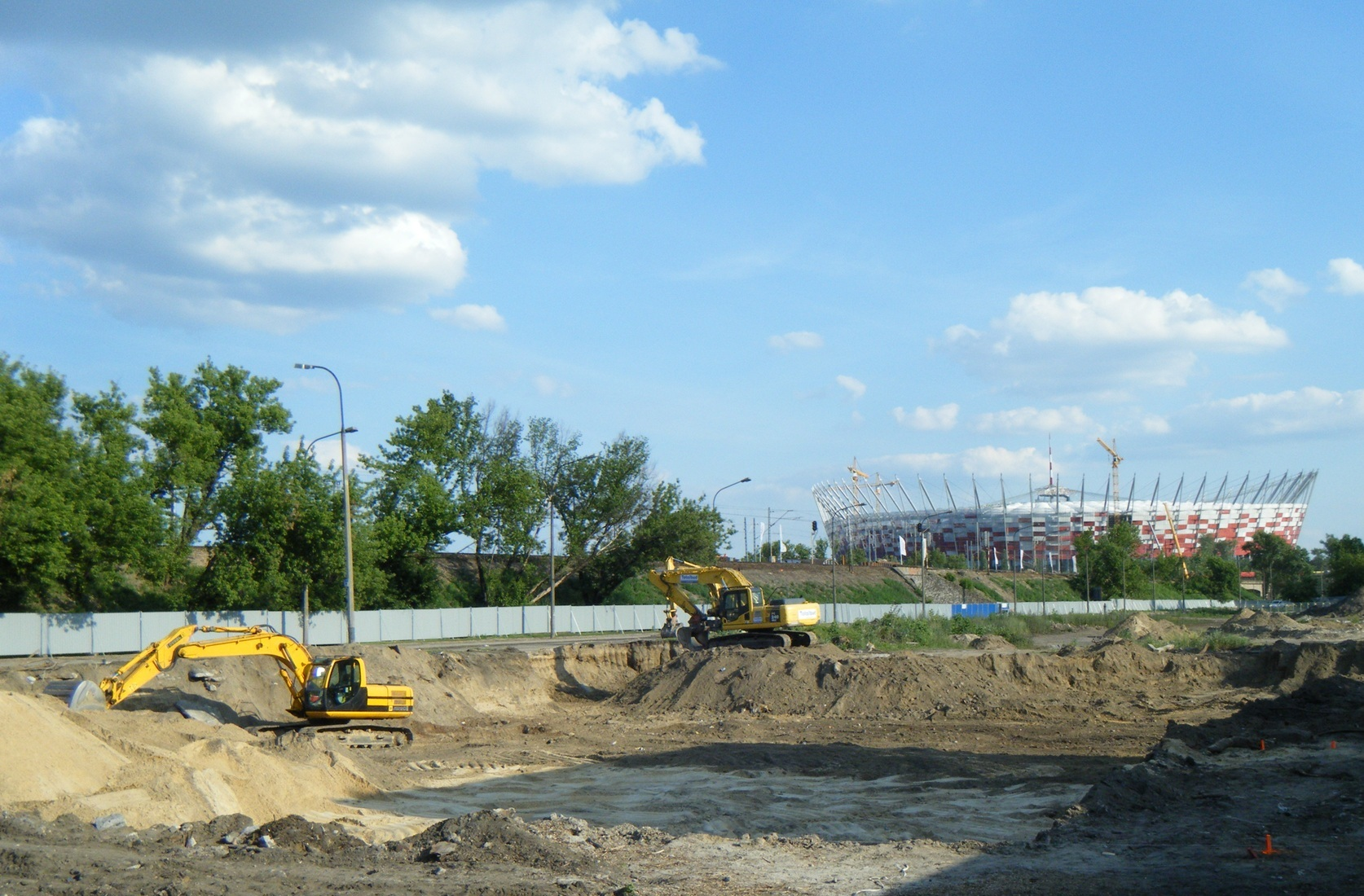
Budowa stacji (13 czerwca 2011)

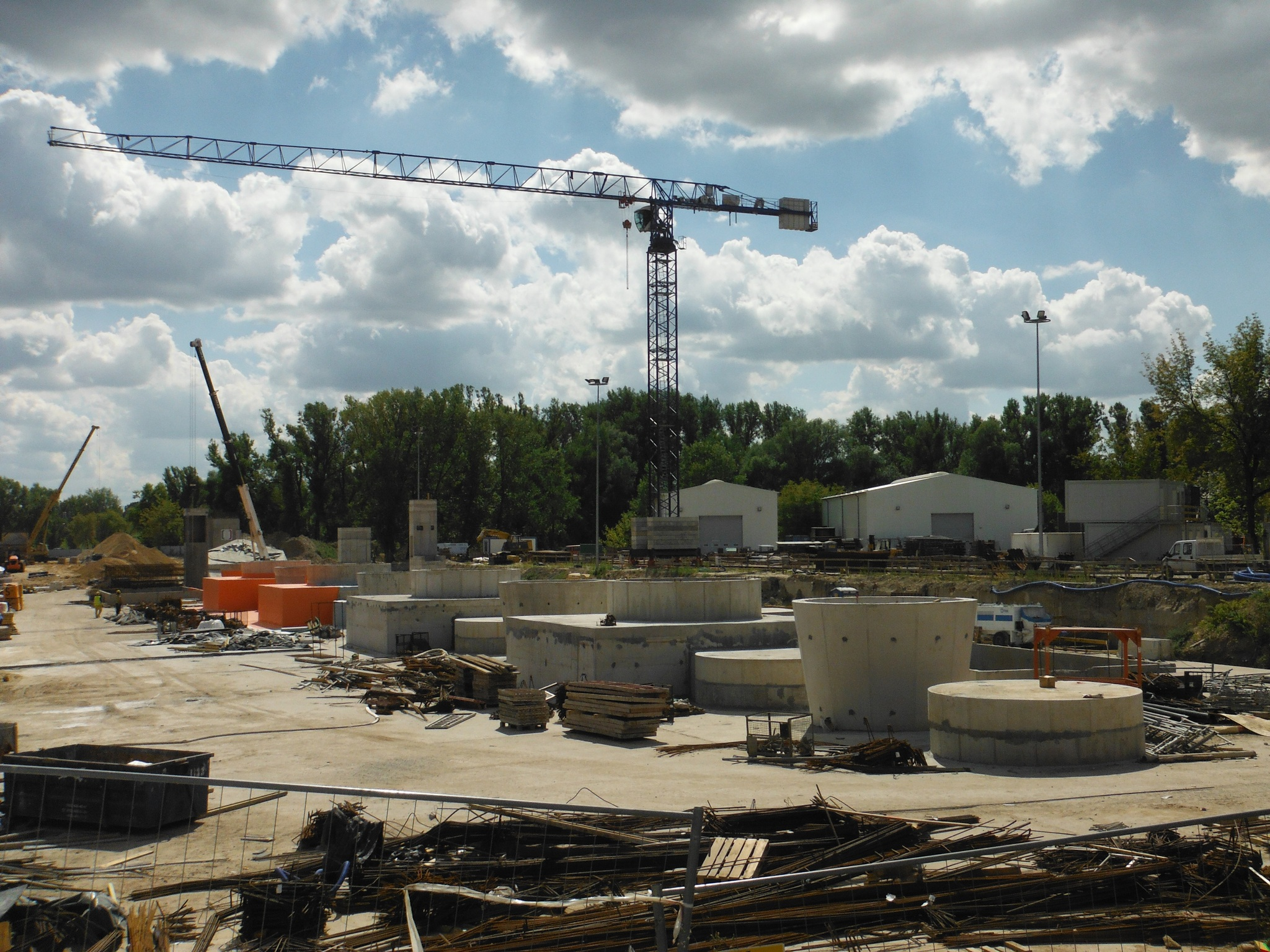
Budowa stacji (15 sierpnia 2013)

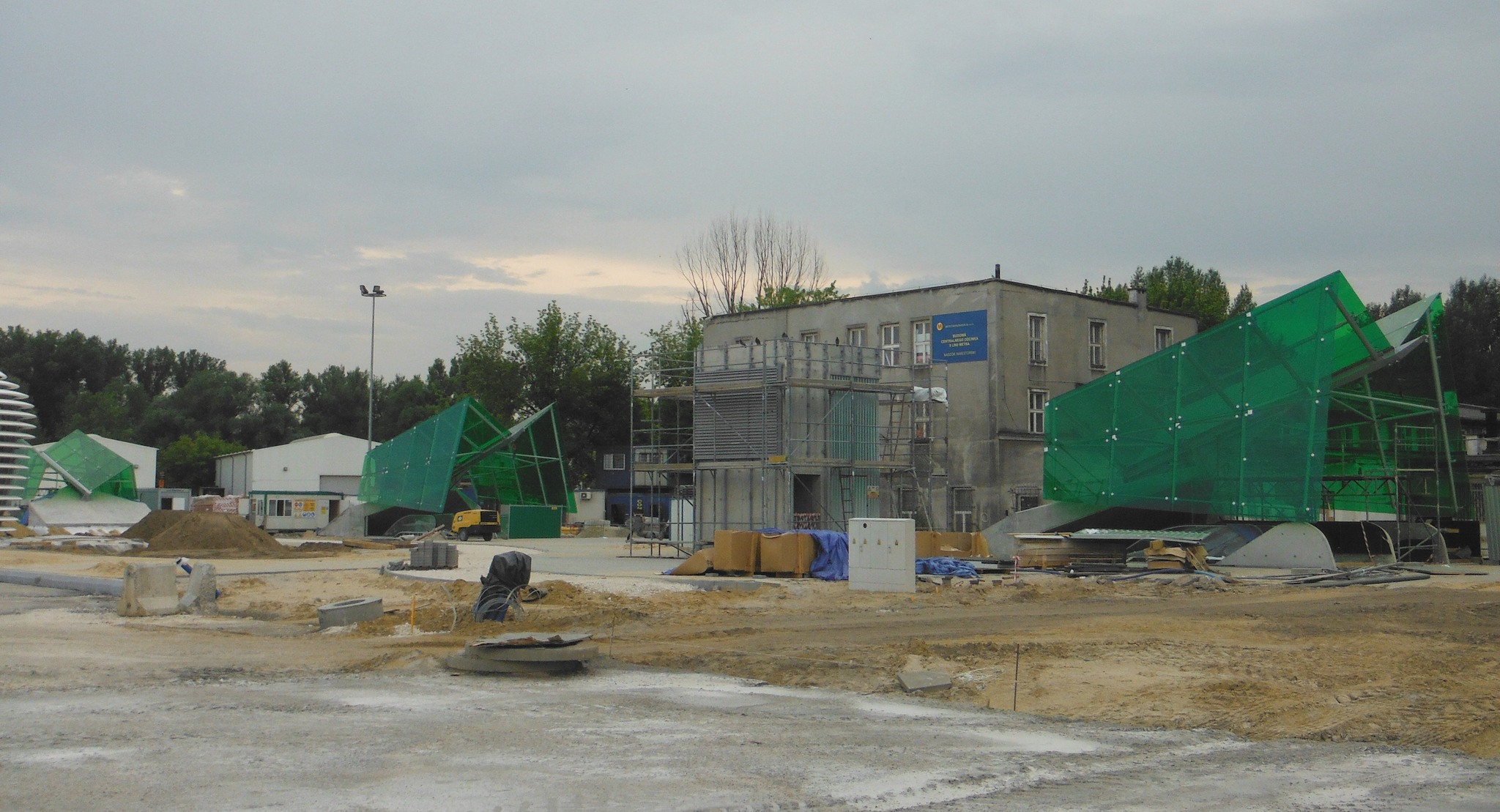
Budowa stacji (6 lipca 2014)

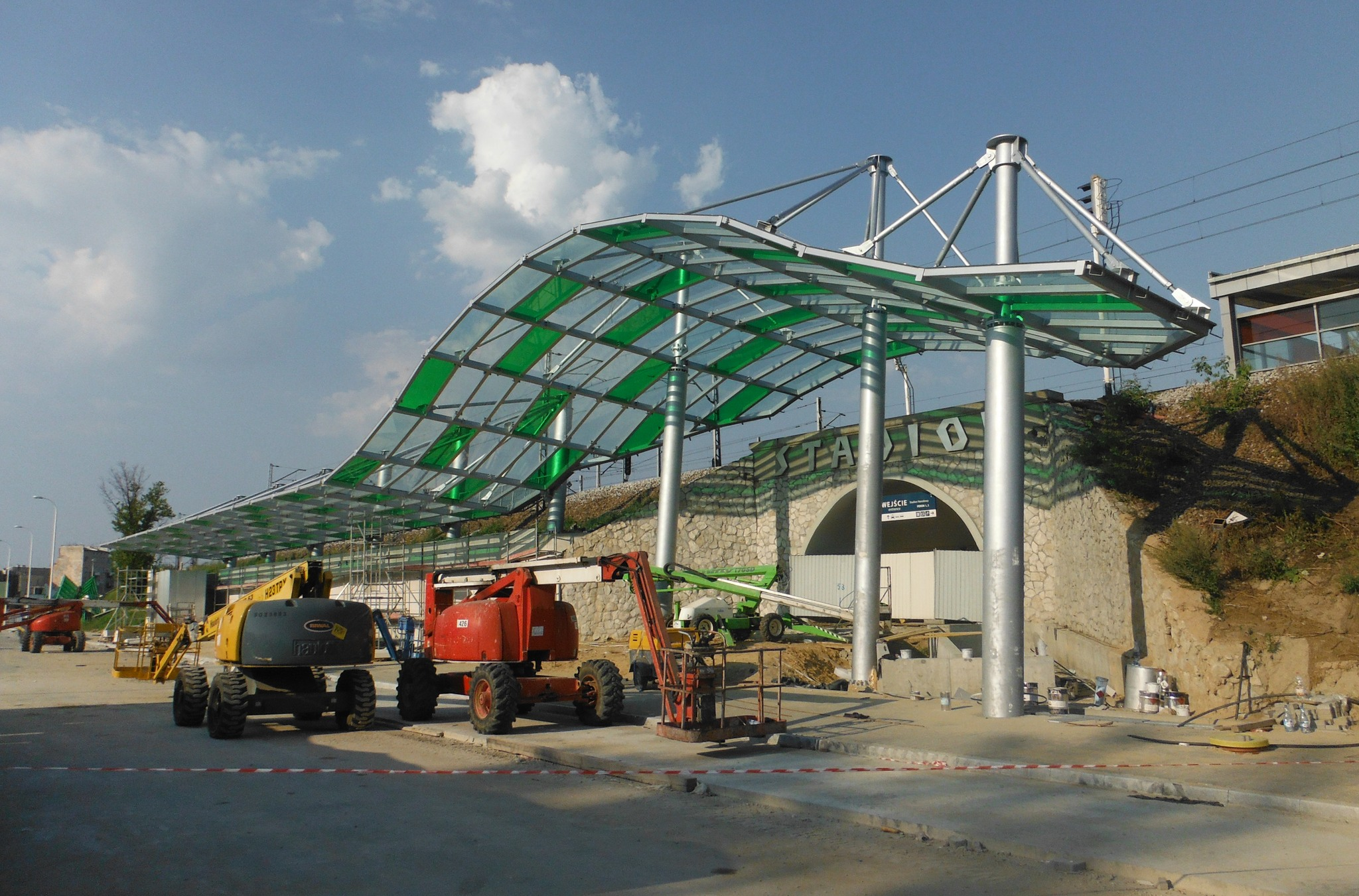
Zadaszone przejście na przystanek kolejowy (2 sierpnia 2014)

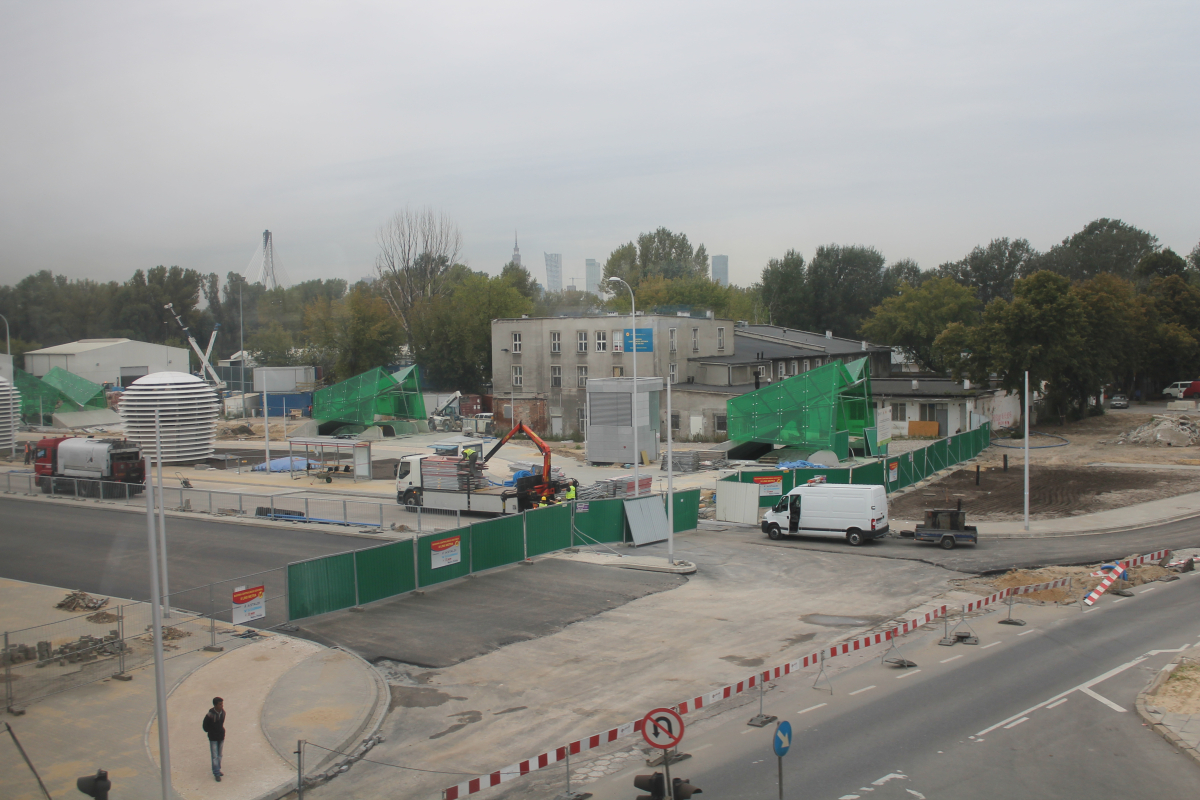
Budowa stacji (21 sierpnia 2014)

### Projekt
24 listopada 2005 Rada m.st. Warszawy uchwaliła „Strategię Rozwoju Miasta Stołecznego Warszawy do 2020 roku” i podjęła decyzję o etapowej budowie II linii metra. W pierwotnych planach tej linii stacja nosiła nazwę Praga Centrum.
Projekt koncepcyjny centralnego odcinka II linii, w tym stacji, został opracowany we wrześniu 2008. Projektantem generalnym jest Andrzej Chołdzyński, z którym współpracowali inni architekci. Autorem opracowania graficznego jest Wojciech Fangor, natomiast projekt branż technicznych opracował Metroprojekt. W projekcie tym stacja otrzymała oznaczenie S12.
28 października 2009 wykonawcą stacji, będącej elementem centralnego odcinka II linii metra, zostało konsorcjum AGP Metro Polska. Dla budowy stacji wybrano metodę odkrywkową tzw. podstropową. Termin realizacji inwestycji określono wtedy na październik 2013. 24 listopada 2009 wykonawca powierzył biuru projektowemu ILF Consulting Engineers Polska realizację projektu budowlanego i wykonawczego stacji. 12 stycznia 2010 w Narodowym Centrum Sportu miało miejsce spotkanie dotyczące czasowej organizacji ruchu w sąsiedztwie budowy stacji.
1 lutego 2010 stacji nadano robocze oznaczenie C14 i nazwę Stadion.
W marcu 2010 inwestor, wykonawca i projektanci spotkali się z policją w sprawie pomieszczenia dla policji, które zaplanowano na stacji oraz z PKP i PKP PLK, by omówić koordynację planowanych prac przy stacji metra z przebudową przystanku kolejowego Warszawa Stadion. W lipcu kontynuowano współpracę z koleją oraz opracowywano symulację pożarową dla stacji. 25 sierpnia 2010 wykonawca przedstawił Metru Warszawskiemu projekt budowlany stacji. W sierpniu i wrześniu kontynuowano współpracę z PKP, oceniono stan techniczny budynków w strefie oddziaływania budowy stacji oraz trwały prace związane z rozpoczęciem monitoringu geodezyjnego tych budynków. We wrześniu również przygotowywano wnioski o pozwolenie wodnoprawne dla zasypania Portu Praskiego, uzgadniano z PKP i przedsiębiorstwem Port Praski sprawę kolektora stadionowego oraz pracowano nad zabezpieczeniami przeciwpowodziowymi stacji. W październiku przygotowano ostateczne wersje wniosków o wydanie pozwolenia wodnoprawnego dla kolektora stadionowego i zasypania portu oraz kontynuowano inwentaryzację budynków nieopodal stacji, kwestie związane z zabezpieczeniami przeciwpowodziowymi i współpracę z koleją. W listopadzie po wykonaniu uzupełniających badań geologicznych przystąpiono do końcowych testów specjalistycznych mających na celu zabezpieczenie nasypów torów kolejowych, wprowadzono zmiany w pierwotnym projekcie dotyczące m.in. lokalizacji, liczby i wyglądu wejść prowadzących na stację, geometrii układu drogowego i przebudowy Kanału Wystawowego, a także opracowywano organizację ruchu w okolicach budowy stacji w świetle planowanych mistrzostw Euro 2012.
22 grudnia 2010 został złożony wniosek o pozwolenie na budowę stacji, a w styczniu 2011 wykonano i przekazano opinię ornitologiczną dotyczącą planowanego usunięcia zieleni związanego z budową. W lutym 2011 opracowywano projekt zaplecza budowy obiektu, a w marcu wykonawca przejął teren pod budowę, wygrodził jej zaplecze i rozpoczął prace przygotowawcze od wycinki drzew.

### Budowa
31 maja 2011 prezydent Warszawy zatwierdził projekt budowlany stacji i udzielił pozwolenia na jej budowę, a 15 czerwca wojewoda mazowiecki wydał pozwolenie na budowę obiektów stacji na terenach kolejowych.
4 czerwca 2011 wprowadzono czasową organizację ruchu na ul. Sokolej, która została zamknięta na odcinku od Wybrzeża Szczecińskiego do ul. Zamoyskiego. W czerwcu też rozebrano nawierzchnię asfaltową na terenie budowy, dokonano inwentaryzacji infrastruktury podziemnej, wykonano wykop wstępny od strony ul. Zamoyskiego i wytyczono osie murków prowadzących dla ścian szczelinowych. W połowie lipca trwały prace związane z zagospodarowaniem terenu, realizowano murki prowadzące oraz zasypywano część kanału Portu Praskiego.
19 lipca 2011 podczas wykonywania robót budowlanych w rejonie stacji odkryto skrzynie z pociskami artyleryjskimi kalibru 105 mm. Amunicję pochodzącą z czasów II wojny światowej prawdopodobnie wykorzystywano w armatach przeciwpiechotnych broniących prawobrzeżnej Warszawy. Pocisków było 130, co wskazywało na to, iż w miejscu znaleziska mogło znajdować się stanowisko ogniowe. Prace wstrzymano do momentu wywiezienia pocisków z terenu budowy przez saperów. 25 lipca 2011 w okolicach Portu Praskiego natrafiono na dobrze zachowaną groblę. Pod koniec sierpnia natomiast na terenie stacji odkryto minę przeciwpiechotną.
W sierpniu 2011 zasypano fragment środkowego basenu portu i terenów wokół niego, wykonywano groble na tym basenie oraz rozpoczęto budowę ścian szczelinowych, na początku października natomiast kontynuowano budowę ścian szczelinowych korpusu stacji, rozpoczęto konstrukcję murków prowadzących pod ściany szczelinowe torów odstawczych oraz wykonywano ściankę Larsena, pale żelbetowe i przebudowywano sieć energetyczną w basenie Portu Praskiego.
W połowie stycznia 2012 ukończono odcinek ściany oporowej odgradzającej korpus stacji od pobliskiego kanału portowego, a na przełomie stycznia i lutego ze względu na niesprzyjające pracom budowlanym warunki atmosferyczne spadło tempo robót przy wykonywaniu ścian szczelinowych. W marcu m.in. wylano pierwszą warstwę chudego betonu pod pierwszą sekcję stropu górnego stacji oraz rozpoczęto układanie zbrojenia i baret pod ten strop, trwały prace przy drugiej części ściany oporowej w Porcie Praskim oraz kontynuowano przewierty sterowane mające na celu wzmocnienie fundamentów zabytkowych kamienic położonych pomiędzy ul. Targową i ul. Zamoyskiego. Pod koniec marca gotowa była pierwsza sekcja stropu górnego stacji o wymiarach 18 × 25 m i grubości 1 m, natomiast do końca kwietnia zakończono betonowanie muru oporowego w Porcie Praskim oraz wykonano kolejne sekcje stropu stacji. 25 maja 2012 w miejscu obniżenia stropu torów odstawczych odkryto betonową konstrukcję kolektora stadionowego pochodzącą z 1931, która kolidowała z korpusem powstającej stacji, w związku z czym konieczna była przebudowa kanału. Na początku lipca trwało zbrojenie kolejnych sekcji stropu torów odstawczych i zasypywanie kolektora wodnego, a także prace budowlane związane z antresolami znajdującymi się na poziomie -1, natomiast pod koniec tego miesiąca ukończono ściany szczelinowe torów odstawczych i rozpoczęto prace na poziomie -2. 2 sierpnia 2012 na terenie budowy stacji przeprowadzono symulację akcji ratowniczej. W połowie października do zamknięcia stropu górnego stacji pozostały dwie sekcje, a przy obiekcie torów odstawczych w celu wzmocnienia gruntu wykonywano jet grouting. W połowie grudnia ukończono strop górny stacji i torów odstawczych, kończono prace nad płytą pośrednią na kondygnacji -1 oraz budowano płytę denną na poziomie -2.
7 marca 2013 Rada m.st. Warszawy na mocy uchwały zmieniła dotychczasowe oznaczenie i nazwę stacji na C14 Stadion Narodowy, natomiast 7 maja 2013 termin realizacji inwestycji przesunięto z IV kwartału 2013 na 30 września 2014.
Pod koniec maja 2013 do stacji dotarła tarcza TBM o imieniu Krystyna drążąca tunel północny od stacji C15 Dworzec Wileński, a miesiąc później ścianę stacji przebiła tarcza Elisabetta wykonująca tunel południowy. Do końca października wykonano peron planowanej III linii i ułożono przy nim pierwszy odcinek torowiska na stacji, który był również pierwszym torem na całym centralnym odcinku II linii oraz zakończono przebudowę kolektora. Pod koniec grudnia na stacji Stadion Narodowy zamontowano pierwszą windę na linii M2.
Na początku stycznia 2014 rozpoczęto zasypywanie stropu stacji oraz prace związane z montażem torów i konstrukcją bankietów bocznych w tunelach szlakowych łączących stację z przystankiem Dworzec Wileński. W lutym trwały prace wykończeniowe na antresoli i peronach oraz montaż konstrukcji wejść przy nasypie kolejowym i wentylatorni stacyjnych. Pod koniec lipca zamontowano obudowy wentylatorni, wykonano zadaszenie przy nasypie kolejowym oraz kontynuowano prace wykończeniowe i instalacyjne pod ziemią. 30 września 2014 została otwarta ul. Sokola.
21 września 2013 w ramach Dni Transportu Publicznego oraz 6 października 2013 i 18 maja 2014 w ramach Dni Otwartych zorganizowano zwiedzanie budowy stacji.

### Odbiory techniczne i oddanie do użytku
30 września 2014 wykonawca centralnego odcinka II linii metra zgłosił inwestycję do odbiorów technicznych.
9 listopada 2014 miał miejsce Dzień Otwarty Metra, w ramach którego zwiedzający mogli zobaczyć wszystkie stacje centralnego odcinka II linii metra, w tym Stadion Narodowy.
26 stycznia 2015 pozytywną opinię na temat obiektu wydała Państwowa Straż Pożarna, 27 lutego 2015 stacja została dopuszczona do eksploatacji przez Wojewódzkiego Inspektora Nadzoru Budowlanego, a 3 marca na stacji i w pobliskich tunelach szlakowych miały miejsce ćwiczenia służb ratowniczych.

### Oddanie do użytku i eksploatacja
8 marca 2015 o godz. 9:30 stacja została uruchomiona wraz z całym centralnym odcinkiem linii metra M2.
W nocy z 18 na 19 listopada 2015 na stacji miały miejsce ćwiczenia będące elementem cyklicznych ćwiczeń Patrol-15. W zaaranżowanym ataku terrorystycznym z wykorzystaniem środków chemicznych wzięły udział jednostki wojska, policji, Państwowej Straży Pożarnej, Państwowego Ratownictwa Medycznego, Państwowej Agencji Atomistyki i Państwowej Inspekcji Sanitarnej.

## Lokalizacja

### Położenie

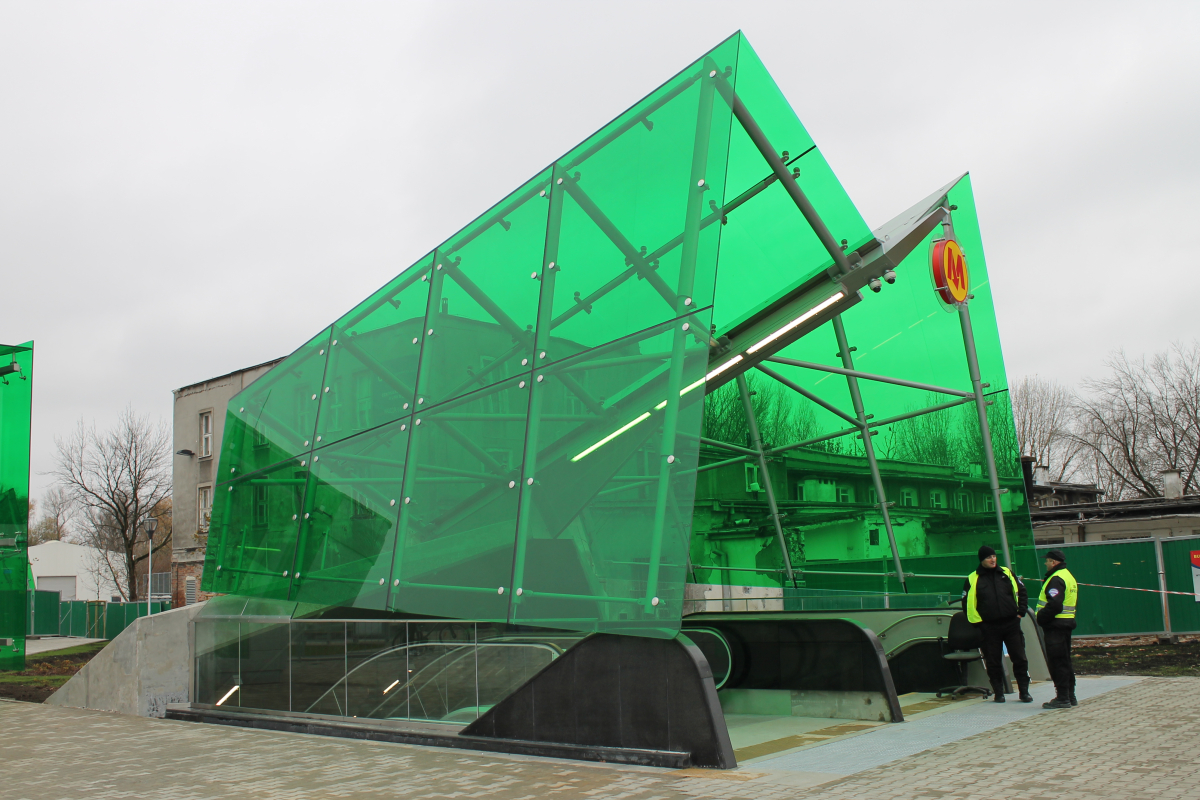
Wejście na stację (9 listopada 2014)

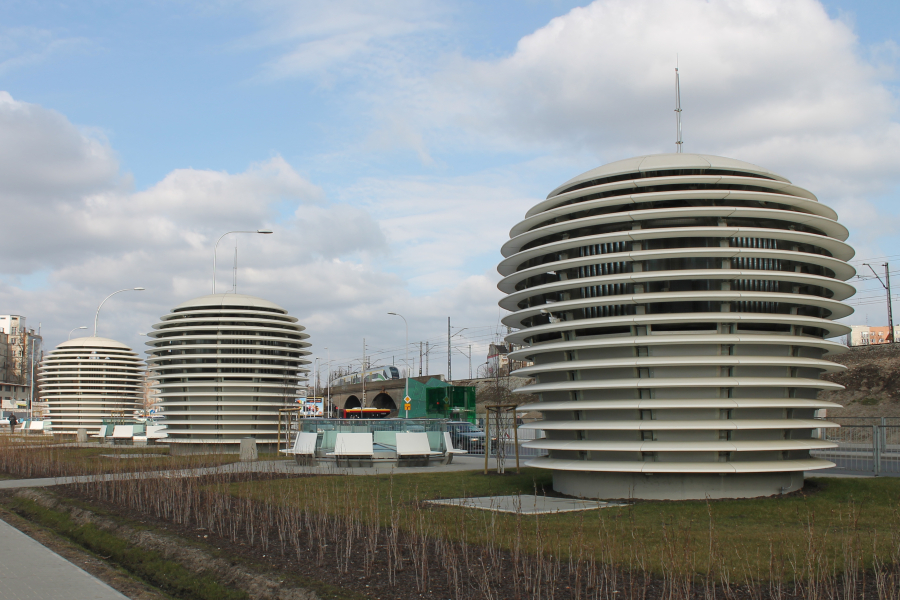
Wentylatornie stacyjne na powierzchni (12 marca 2015)

Stacja C14 Stadion Narodowy położona jest w dzielnicy Praga-Północ, pod ul. Sokolą między wejściem na przystanek kolejowy Warszawa Stadion i ul. Zamoyskiego oraz między nasypem kolejowym i zbiornikiem wodnym Portu Praskiego. Głębokość peronu poniżej poziomu gruntu wynosi 13 m.
Na stację prowadzi łącznie 7 wejść i 5 wind. Po północnej stronie ul. Sokolej umieszczono 4 wejścia i 2 windy, natomiast pozostałe 3 wejścia i 3 windy zlokalizowane są po południowej stronie tej ulicy. Jedno z południowych wyjść umiejscowiono zaraz przy nasypie kolejowym. Nie zostało zrealizowane bezpośrednie przejście podziemne między antresolą stacji metra a tunelem przystanku kolejowego oraz przejście na drugą stronę nasypu kolejowego, gdyż ich budowa wiązałaby się z utrudnieniami w ruchu pociągów.
Stacja jest pierwszym przystankiem po prawej stronie Wisły. Do poprzedniej stacji C13 Centrum Nauki Kopernik prowadzi tunel południowy o długości 935 m i północny o długości 920 m, natomiast ze stacją następną C15 Dworzec Wileński połączenie stanowi tunel południowy o długości 819 m i północny o długości 811 m. Odległość od środka stacji Stadion Narodowy do środka stacji Centrum Nauki Kopernik wynosi 1163 m, a do środka stacji Dworzec Wileński 957 m.

### Otoczenie
- Warszawa Stadion
- Stadion Narodowy
- Narodowe Centrum Sportu
- Port Praski
- Teatr Powszechny

### Połączenia komunikacyjne
Przy stacji zlokalizowany jest zespół przystankowy, którego nazwa PKP Stadion wraz z uruchomieniem stacji metra została zmieniona na Metro Stadion Narodowy. W skład zespołu wchodzą łącznie cztery przystanki autobusowe – dwa po każdej stronie ul. Sokolej bezpośrednio przy wejściach na stację metra oraz dwa zlokalizowane przy ul. Zamoyskiego na północny zachód od stacji. U zbiegu al. Zielenieckiej, ul. Targowej i ul. Zamoyskiego zlokalizowany jest także zespół przystanków Al. Zieleniecka składający się z przystanków autobusowych i tramwajowych oraz pętli tramwajowej. W pobliżu stacji metra znajduje się również przystanek kolejowy Warszawa Stadion obsługiwany przez pociągi Kolei Mazowieckich linii R1, R2, R3, R7 i R8 oraz Szybkiej Kolei Miejskiej linii S1 i S2.
Na błoniach Stadionu Narodowego przy przystanku kolejowym Warszawa Stadion zlokalizowanym w pobliżu stacji znajduje się parking P+R Warszawa Stadion. Wzdłuż nasypu kolejowego wyznaczono 110 miejsc dla samochodów.
Na północ od stacji, przy skrzyżowaniu Zamoyskiego z Sokolą, zlokalizowana jest stacja Veturilo. Od 6 lipca 2015, prócz zwykłych rowerów, dostępne są na niej również tandemy.

## Wygląd

### Stacja

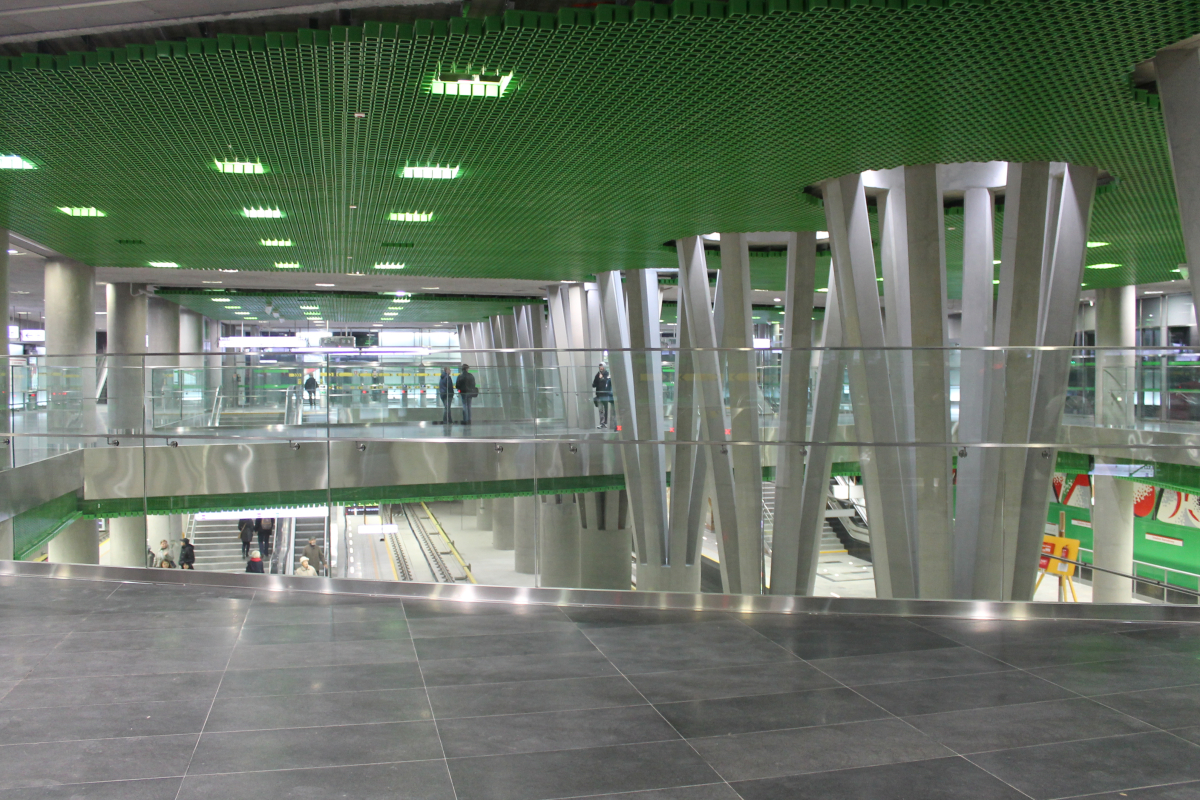
Antresola (9 listopada 2014)

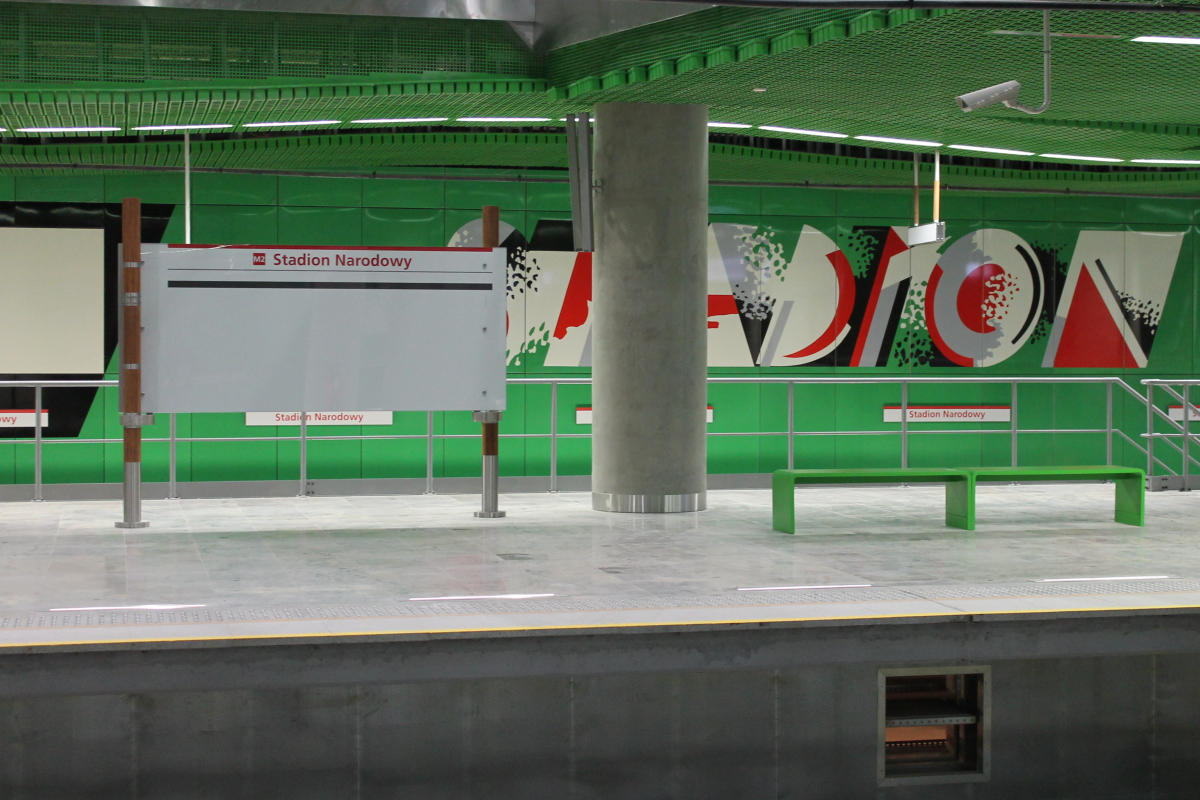
Peron planowanej linii M3 (9 listopada 2014)

Korpus obiektu ma maksymalną szerokość 47 m oraz długość 225 m dla linii M2 i 408 m dla linii M3. Kubatura i powierzchnia obiektu wynoszą odpowiednio 205 953 m³ i 31 087 m². Jest to największa stacja centralnego odcinka II linii metra.
Obiekt składa się z dwóch kondygnacji podziemnych. Na poziomie -1 znajdują się antresole z halami odpraw, lokalami handlowymi i pomieszczeniami technologicznymi, natomiast na poziomie -2 zlokalizowane są perony pasażerskie.
Antresole na kondygnacji -1 są otwarte na perony pasażerskie i umożliwiają orientację w obiekcie. Jej północną i południową część łączą trzy kładki, z których środkowa pełni również funkcję hali odpraw. Z poziomu antresol na każdy peron pasażerski prowadzą po trzy pary schodów stałych i ruchomych oraz dwie windy zlokalizowane na obydwu końcach platformy. Łącznie na stacji zamontowanych jest 18 ciągów schodów ruchomych, najwięcej na centralnym odcinku II linii. Na zachodniej antresoli przy wyjściu w okolicach przystanku kolejowego Warszawa Stadion znajduje się Punkt Obsługi Pasażerów ZTM. Jest on utrzymany w szaro-czerwonej kolorystyce z elementami czerni oraz wyposażony w dwa stanowiska, z których jedno ma obniżony blat i jest dostosowane do obsługi osób poruszających się na wózkach inwalidzkich. W północno-zachodniej części poziomu -1 znajduje się także posterunek policji.
Na kondygnacji -2 znajduje się hala peronowa z dwoma peronami pasażerskimi o długości 120 m i szerokości 11 m każdy. Peron nr 1 obsługuje linię M2, natomiast peron nr 2 w przyszłości ma być peronem linii M3. Do czasu jej uruchomienia peron jest wykorzystywany do celów technicznych związanych z obsługą linii M2, a także w celach filmowych. Ponadto tor skrajny przy tym peronie jest wyposażony w kanał rewizyjny z oświetleniem umożliwiający wykonywanie drobnych przeglądów. Tor ten został odgrodzony od reszty stacji tymczasowym ekranem dźwiękoszczelnym.
Kolorem przewodnim stacji jest zielony. Utrzymane są w nim szklane wejścia na obiekt, podwieszane sufity i zamontowane na ścianach zatorowych panele z grafikami Wojciecha Fangora.
Wzdłuż stacji biegnie rząd słupów stożkowych pełniących funkcję świetlików, których głowice są widoczne na powierzchni terenu. W co trzecim pierścieniu zamiast świetlika znajdują się donice z posadzonymi drzewami. Sąsiadujące z nimi świetliki podświetlają rośliny światłem sztucznym docierającym na powierzchnię z wnętrza stacji. W ciągu tym znajdują się również cztery czasze. Konstrukcja wykonana ze stali pokrytej ogniotrwałą farbą została obudowana żaluzjami z mieszanki żywicy akrylowej i minerałów. Prócz funkcji technicznej, jaką jest zakrycie wentylatorów stacyjnych, „grzybki” pełnią także funkcję dekoracyjną. Kopuły są podświetlane i w nocy pełnią funkcję lampionów.
Pomiędzy wejściem do metra przy nasypie kolejowym a wlotem tunelu pieszego na przystanku kolejowym wybudowano zadaszenie. Na stalowym stelażu zamontowano zielono-przezroczystą mozaikę, która nawiązuje do koloru przewodniego stacji metra oraz do wystroju przystanku, gdzie mozaika jest czerwona.

### Węzeł przesiadkowy
Ruch przesiadkowy pomiędzy liniami M2 i M3 ma odbywać się na środkowej kładce łączącej antresole oraz w zachodniej i wschodniej hali odpraw, gdzie nie będzie potrzeby przekraczania bramek biletowych.

### Tory odstawcze

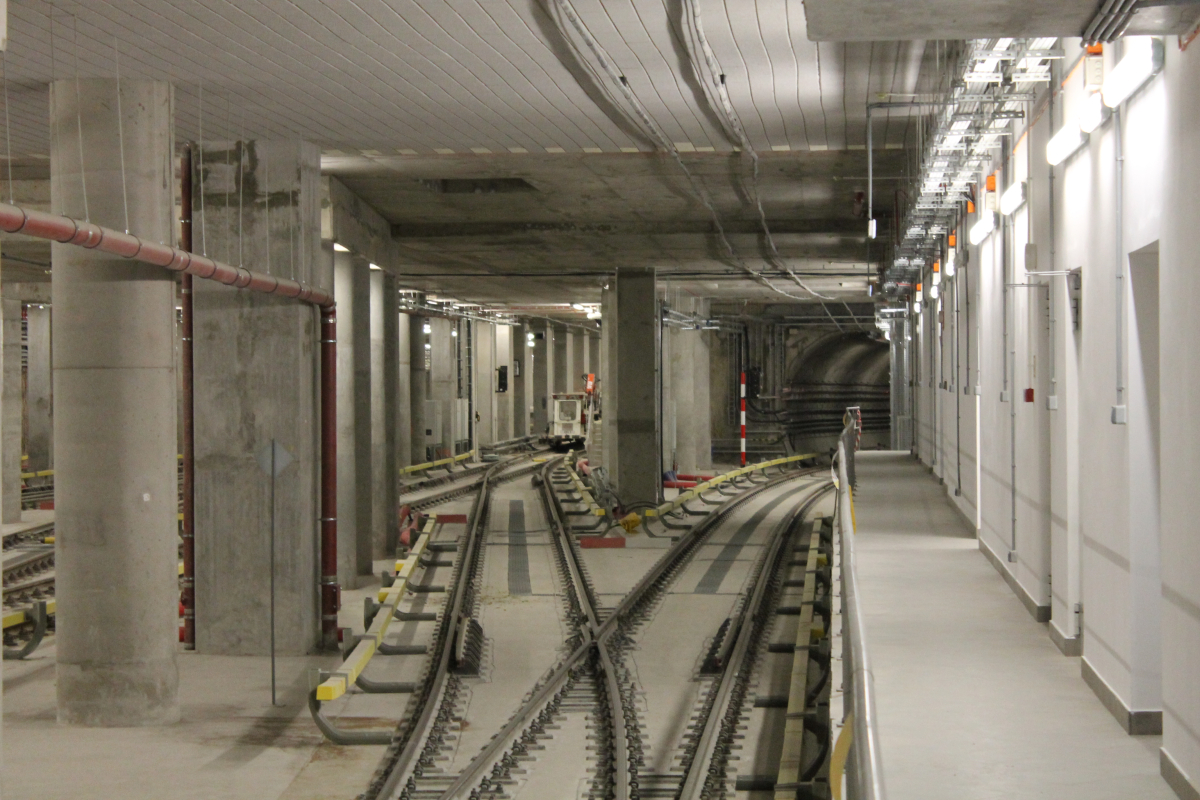
Wjazd na tory odstawcze (9 listopada 2014)

Po południowo-zachodniej stronie stacji znajduje się obiekt torów odstawczych. Na poziomie -1 znajdują się pomieszczenia technologiczne, natomiast na poziomie -2 właściwe tory odstawcze.
Docelowo ma być to fragment tunelu linii M3, jednak do czasu jej uruchomienia tory będą obsługiwały linię M2. Pomiędzy torami znajduje się peron technologiczny o szerokości 1,5 m, natomiast po bokach tymczasowe perony boczne. Peron technologiczny wyposażony w kanał pozwala na wykonywanie przeglądów kontrolnych pociągów i usuwanie drobnych usterek. Ponadto tory pozwalają na zmianę czoła pociągu oraz postój dwóch składów sześciowagonowych poza szczytem bądź w przerwie nocnej.
Tory umożliwiają przedłużenie linii w kierunku Pragi-Południe i Gocławia.

## Liczba pasażerów

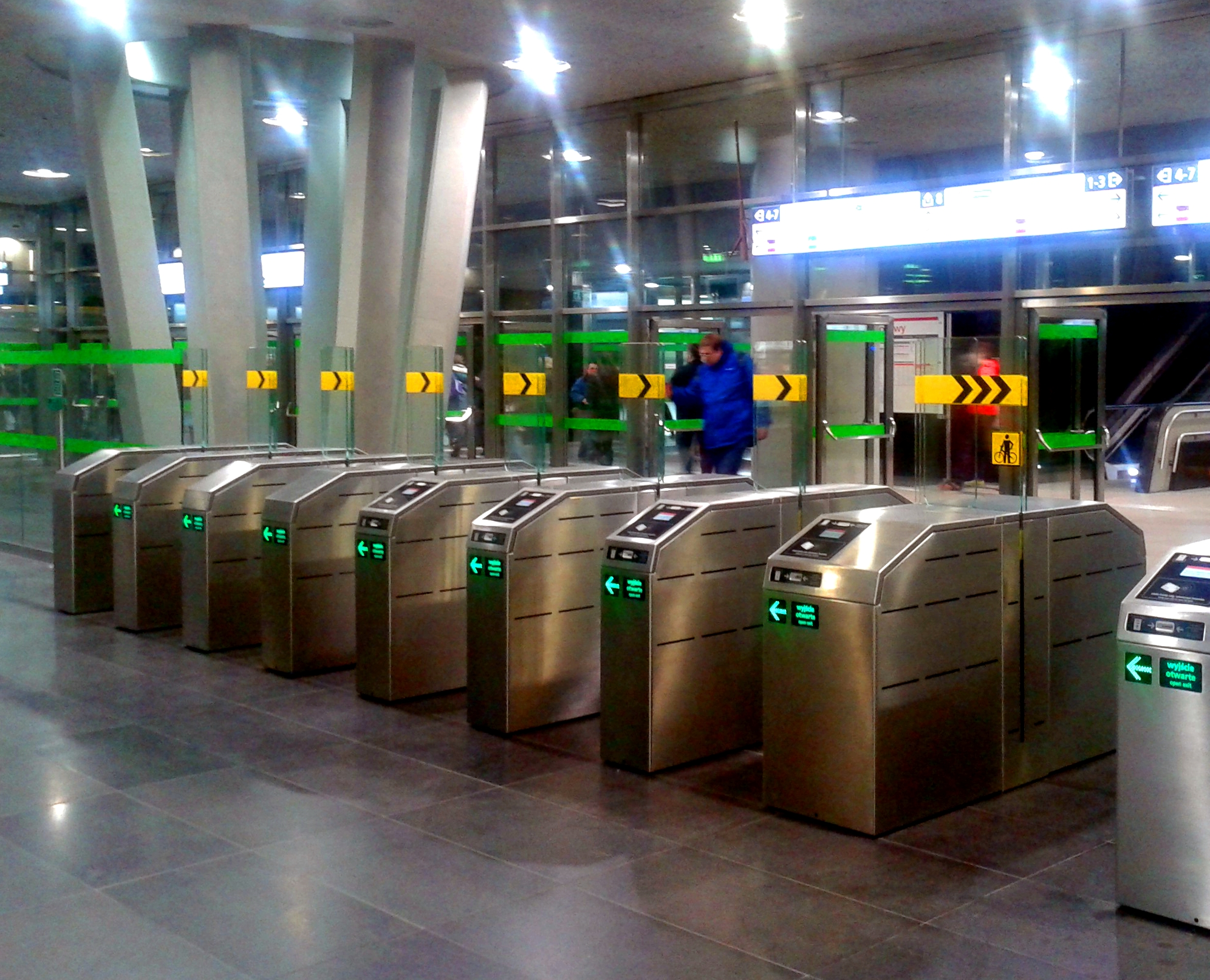
Bramki biletowe w zachodniej hali odpraw (8 marca 2015)

8 marca 2015, w dniu uruchomienia linii M2, przejazdy nią były bezpłatne i liczbę pasażerów, którzy w ciągu tego niepełnego dnia eksploatacji skorzystali ze wszystkich stacji razem, oszacowano na około 233 tys. W kolejnych dniach użytkowania dokonano pomiarów na każdej ze stacji z osobna i według danych z liczników bramek biletowych wynika, że stacja cieszy się średnią popularnością porównywalną ze stacją Rondo ONZ.
Pod koniec maja 2015, po niespełna trzech miesiącach eksploatacji, liczba pasażerów na linii M2 ustabilizowała się. W ostatnim tygodniu maja 2015 zanotowano wzrost przewozów związany z finałem Ligi Europy, który rozegrano 27 maja na Stadionie Narodowym. Na początku czerwca 2015 stacja była piątą pod względem popularności stacją na całym odcinku.